# الوایزر
الوایزر (به پرتغالی: Alvaiázere) یک شهرک در پرتغال است که در Leiria District واقع شده‌است.

## خصوصیات
الوایزر ۱۶۰٫۵ کیلومترمربع مساحت و ۸٬۱۱۲ نفر جمعیت دارد.